# ジョン・ストロング (海洋学者)
ジョン・ストロング(John Strong)は、イギリスの船員である。
1689年から1691年にかけて行われたロンドンから南アメリカへの遠征で、フォークランド諸島の2つの大きな島の間の海峡を発見した。彼はこの海峡を、遠征に用いたウェルフェア号の共同所有者であった第5代フォークランド子爵アンソニー・ケーリーに因んで、フォークランド海峡と名付けた。後にフォークランドの名前は、群島全体を指すようになった。
1690年1月27日、彼は記録上初めてのフォークランド諸島への上陸を果たした。この遠征はマゼラン海峡を通って続けられた。